# Культура Норвегии

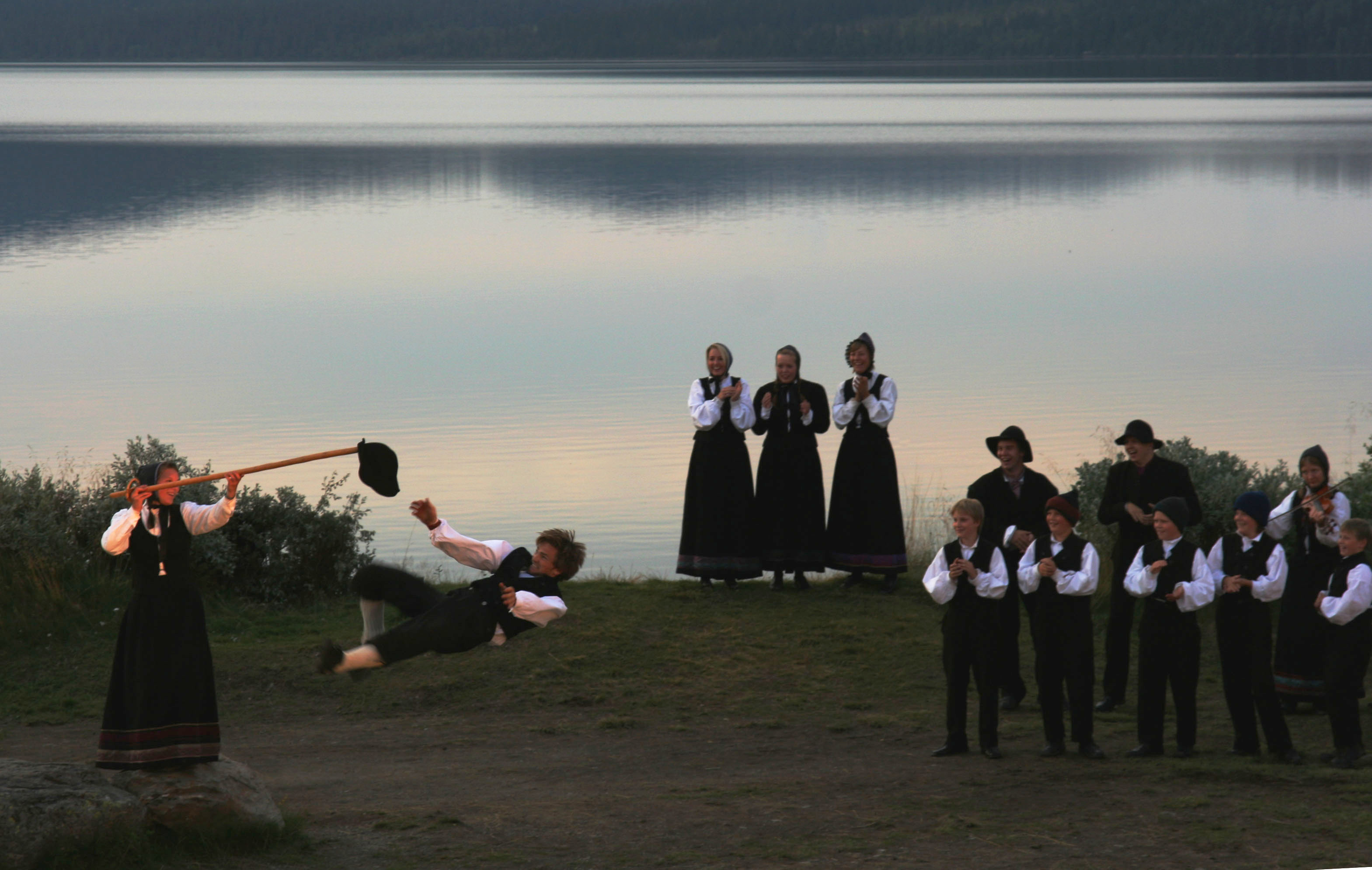
Традиционный норвежский танец халлинг на ежегодном Фестивале Пера Гюнта

Культура Норвегии прочно связана с историей и географическим положением страны. Корни норвежской культуры восходят к традициям викингов, средневековой «эпохе величия» и сагам. Хотя обычно норвежские мастера культуры испытывали влияние западноевропейского искусства и впитали многие его стили и сюжеты, тем не менее в их творчестве отражается и традиционная народная культура. Уникальная крестьянская культура, сохранившаяся и по сей день, возникла благодаря скудности природных ресурсов, обусловленной холодным климатом и гористым ландшафтом, но также на неё во многом повлияли средневековые скандинавские законы. Бедность, борьба за независимость, восхищение природой — все эти мотивы проявляются в норвежской музыке, литературе и живописи (в том числе декоративной). Природа всё ещё играет важную роль в народной культуре, об этом свидетельствуют необычайное пристрастие норвежцев к спорту и жизни на лоне природы. 
Вереск (норв. røsslyng) — национальный цветок Норвегии.

## Обзор

### Влияние других культур
Наибольшее влияние на культуру Норвегии оказали Дания и Швеция. В Средние века большое значение имела культура Германии с лютеранством, в XVIII веке на смену Германии пришла Франция, затем в XIX веке лидирующие позиции вновь заняла Германия, а после Второй мировой войны Норвегия стала ориентироваться на англоязычные страны. За последние 30 лет страна из этнически гомогенной превратилась в мультикультурную благодаря большому количеству мигрантов. Особенно в столице Норвегии, Осло, где около четверти населения иностранцы, заметна многокультурность общества.

### Общие принципы
Культура Норвегии построена на принципах эгалитаризма (равенства всех людей), любые проявления элитизма сильно критикуются обществом. Норвежцы являются одной из самых толерантных к однополым отношениям наций, Норвегия стала шестой по счёту страной, разрешившей однополые браки на своей территории. Среди норвежцев по-прежнему ценятся честность и трудолюбие. Большое значение имеют также энвайронментализм и защита животных. Норвегия считается одной из самых развитых и благополучных стран мира с низким уровнем преступности.

## Кухня

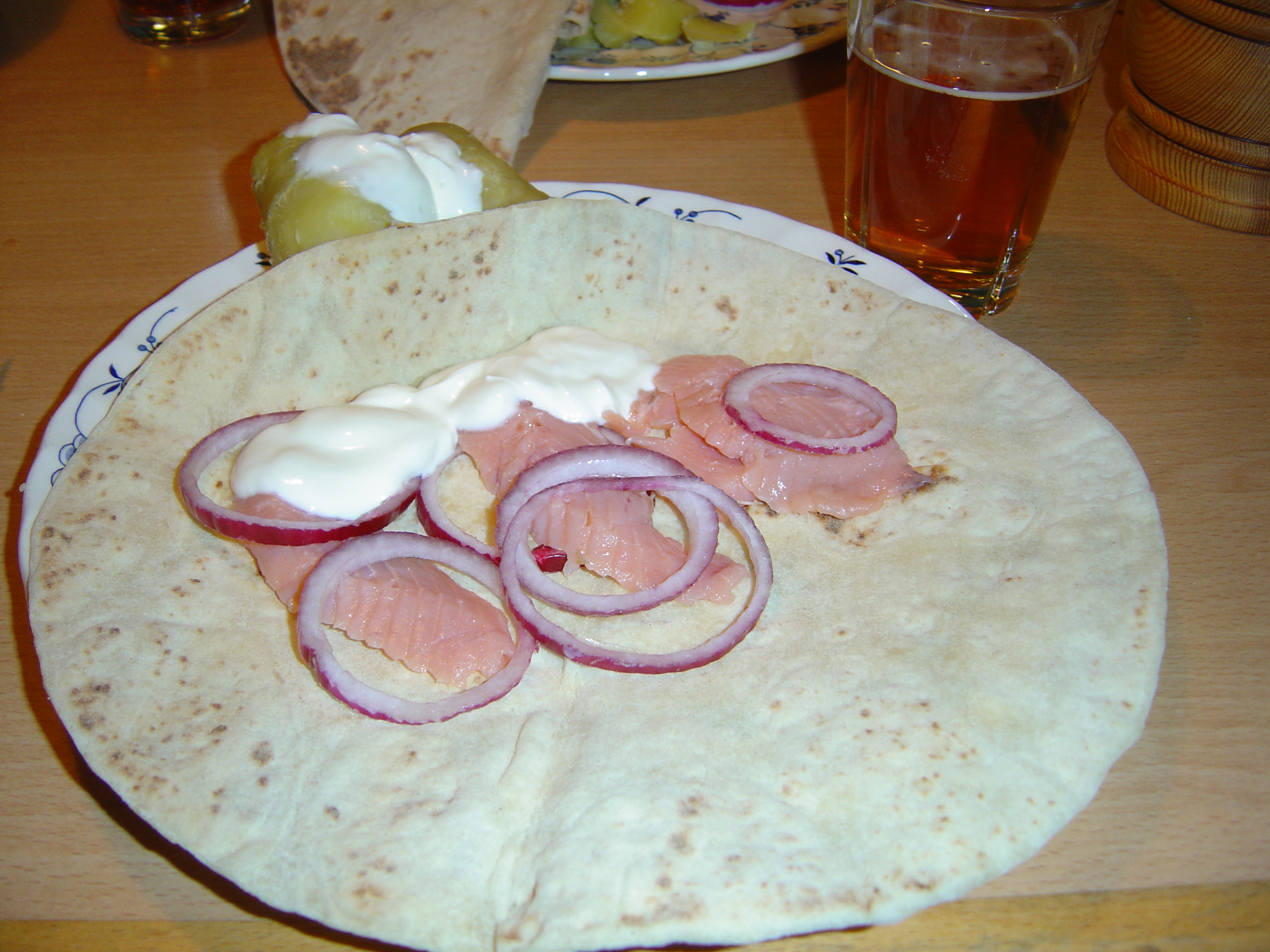
Лефсе с ракфиском

Норвежская кухня обусловлена в первую очередь холодным скандинавским климатом и гористым ландшафтом, которые осложняют выращивание сельскохозяйственных культур и разведение скота. Основными компонентами норвежской кухни являются приготовленная различными способами рыба, морепродукты, дичь, молочные продукты, включая сыры. Из-за высоких цен на пшеницу (почти всё зерно импортиртуют из более тёплых стран) традиционным хлебом являются тонкие жёсткие лепёшки из бездрожжевого теста.

## Исполнительские виды искусства

### Кино
В отличие от соседних Швеции и Дании, рано зарекомендовавшие себя у международного зрителя, кинематограф Норвегии начал развиваться лишь в 1920-х, начав с экранизаций литературных произведений. 1930-е считаются «золотым веком» норвежского кино, когда режиссёры стали снимать норвежскую природу и сцены из жизни сельского населения. После Второй мировой войны, во время которой фильмы подвергались немецкой цензуре, появилось новое поколение режиссёров, чьи картины являются классикой норвежского кинематографа. В 1950-х большой популярностью пользовались документальные фильмы, 1970-е породили повстанческий, социально-реалистический жанр норвежского кино. В 1980-х стали снимать фильмы с более захватывающим, «голливудским» сюжетом. В последние годы всё большее количество картин, снятых в Норвегии, в том числе короткометражные и документальные фильмы, становятся популярными во всем мире и завоевывают награды на кинофестивалях.

### Музыка и танцы
Норвежцы не забывают музыкальные традиции страны, которые сложились из традиций северогерманских народов и культуры саамов. По-прежнему популярны народные музыка и танцы. Среди традиционных песнопений можно выделить йойк, народным музыкальным инструментом считается хардингфеле. Традиционные сельские танцы до сих пор исполняют во время праздников (свадьба, похороны, религиозные праздники).
Музыкальная культура Норвегии начала активно развиваться лишь в 1840-х годах. Наиболее ярким представителем норвежской классики является Эдвард Григ, за ним следует Синдинг. В ранних 1990-х Норвегия прославилась как родина блэк-метала. В настоящее время большинство музыкальных коллективов, известных за пределами Норвегии, выпускают музыку в стиле метал и джаз, а также электронную музыку.

## Изобразительное искусство

### Архитектура

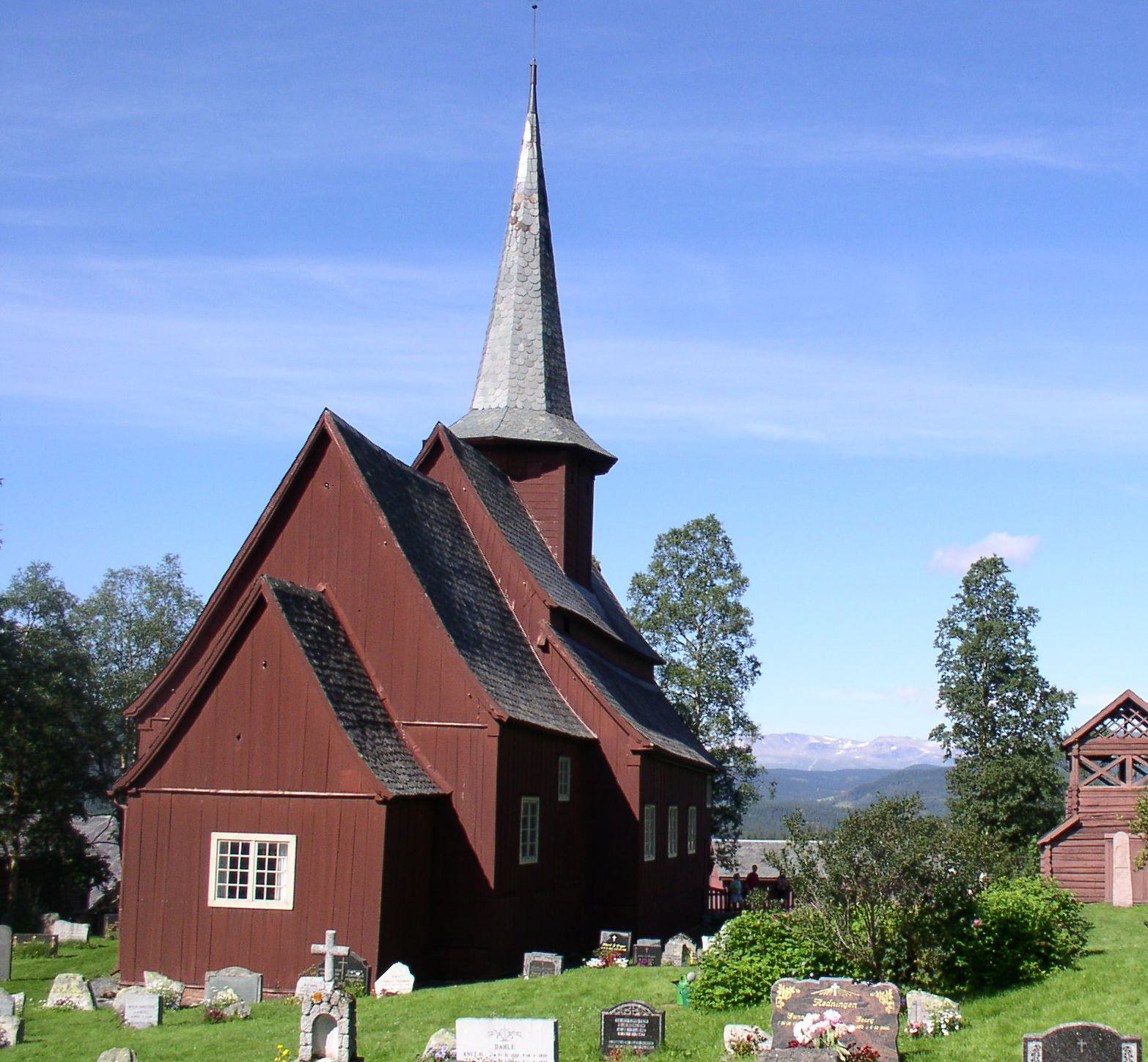
Ставкирка в Хегге (Эйстре-Слидре)

Развитие архитектуры в Норвегии отображает развитие истории страны. Около тысячи лет назад небольшие княжества на территории Норвегии были собраны в единое королевство, которое затем было обращено в христианство. Это стало началом традиции строительства из камня, главнейшим образцом которой стал Нидаросский собор.
Традиция строительства из дерева уходит корнями в далёкое прошлое и обусловлена прежде всего суровым скандинавским климатом и лёгкой доступностью древесины. Дома бедных слоёв населения традиционно строили из дерева. В раннем Средневековье по всей стране были построены ставкирки из дерева, одна из них внесена в список Всемирного наследия. Другим образцом строительства из дерева является Верфь Брюгген в Бергене.
Архитектурные стили, популярные в Европе, редко доходили до скандинавского полуострова, но некоторые из них все же наложили отпечаток, как например церковь в Конгсберге в стиле барокко или деревянный особняк Дамсгорд в стиле рококо. После расторжения Унии с Данией в 1814 году, столицей нового государства стала Кристиания (ныне Осло), где под руководством Кристиана Гроша были построены здания Университета Осло, Фондовой биржи и многие другие здания и церкви. 1930-е с главенствующим функционализмом стали периодом расцвета норвежской архитектуры. В последние десятилетия многие норвежские архитекторы добились признания и на международной арене.

### Живопись и скульптура
В течение продолжительного периода времени Норвегия перенимала традиции живописи у немецких и голландских мастеров, а также датчан. В XIX веке наступила эра норвежского искусства, начавшись с портретов и продолжив выразительными пейзажами. Среди художников Норвегии следует особо выделить Юхана Даля, Фрица Таулова и Китти Киланд. Одним из наиболее знаменитых художников Норвегии является представитель экспрессионизма Эдвард Мунк со знаменитой картиной «Крик». Помимо этого среди норвежских мастеров был популярен символизм.
Национальным скульптором Норвегии считается Густав Вигеланд, создавший большое количество скульптур, отражающих человеческие отношения. Парк скульптур Вигеланда в Осло содержит более 200 скульптурных групп, передающих определенный набор эмоций.

## Праздники

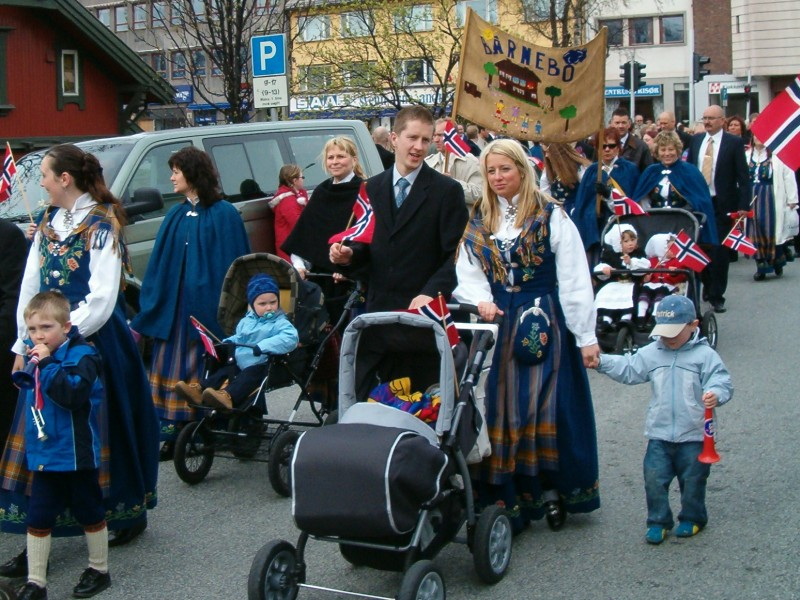
Празднование Дня Конституции Норвегии

Главным национальным праздником Норвегии является День Конституции, который отмечают 17 мая. Ежегодно в этот день проходят праздничные шествия и парады.
Среди религиозных праздников самым главным являются Рождество (норв. Jul), традиционным персонажем которого является Юлебукк, и Пасха. Норвежцы также отмечают Рождество Иоанна Предтечи (норв. Jonsok), которое совпадает с праздником летнего солнцестояния (24 июня). Этот день является началом летних каникул и обычно встречается зажжением костров в ночь накануне. В северных частях страны наблюдаются белые ночи, в то время как в южных день длится лишь 17,5 часов.